# Franz Conrad Romanus

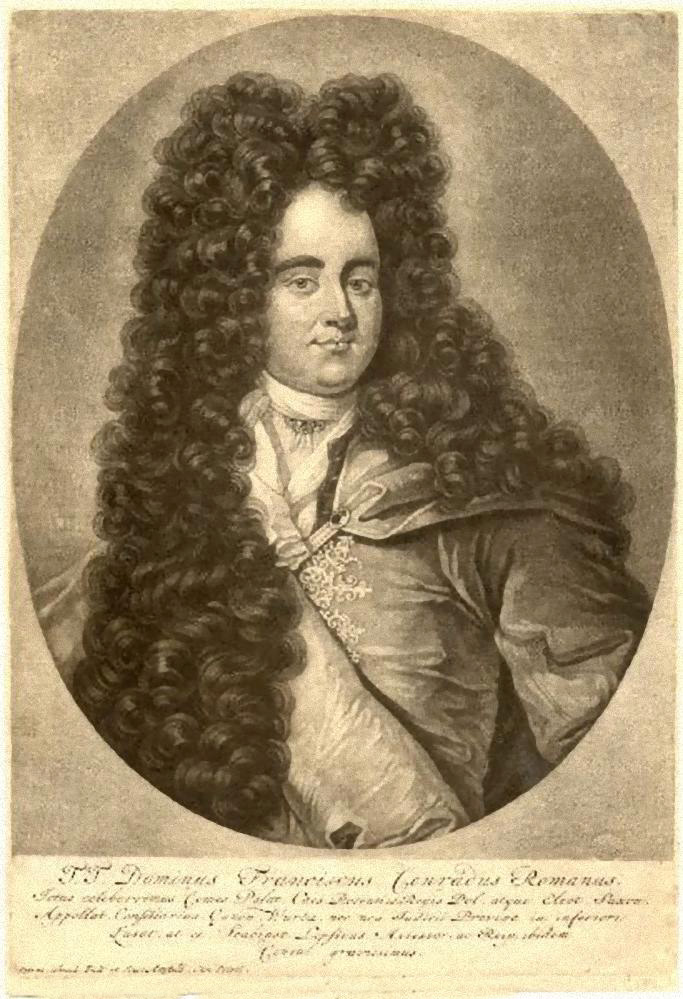
Franz Conrad Romanus um 1700

Franz Conrad Romanus (* 7. März 1671 in Leipzig; † 14. Mai 1746 auf der Festung Königstein) war 1701/02 und 1703/04 Bürgermeister von Leipzig, wurde 1705 verhaftet und blieb bis zu seinem Tode ohne Urteil in Haft.

## Leben

### 1671 bis 1704
Der Sohn eines Leipziger Juristen begann 1688 ein Jurastudium in seiner Heimatstadt. Nach seinem Examen 1692 arbeitete er am Appellationsgericht und übte dann den Beruf eines Rechtsanwalts aus. Kurfürst Friedrich August I. wurde auf den jungen, aufstrebenden Advokaten aufmerksam und holte ihn an den Hof nach Dresden.
Romanus stand offenbar dem sächsischen Kurfürsten Friedrich August I. persönlich sehr nahe, und seine Wahl zum Leipziger Bürgermeister am 22. August 1701 wurde vom Kurfürsten gegenüber dem Leipziger Rat durchgesetzt.
In Romanus’ erster Amtszeit 1701/02 wurden vielfältige Maßnahmen zur Beseitigung von Missständen ergriffen, so erfolgte noch 1701 die Anlage einer Straßenbeleuchtung, der Bau einer Kanalisation, die Pflasterung von Hauptstraßen und die Einrichtung eines Sänftentragedienstes. Dadurch erwarb er sich, trotz seines jungen Alters, den Ruf eines Bürgervaters. Romanus unterstützte aber auch stets die häufigen Geldforderungen des Kurfürsten an den Rat. Die Hinnahme der hohen Zahlungen an den Hof durch die Ratsmitglieder erreichte Romanus durch eine Verdoppelung der jährlichen Besoldung der Ratsherren auf 200 Taler und durch andere Zugeständnisse Friedrich Augusts I., wie die Erneuerung des städtischen Privilegs der freien Ratswahlen, das der Kurfürst selbst erst untergraben hatte.
Romanus erkannte das musikalische Genie Georg Philipp Telemanns, der 1701 als Jurastudent nach Leipzig kam, und unterstützte ihn bei der Gründung des später berühmten Collegium Musicum.
In Romanus’ zweiter Amtszeit 1703/04 wurden ein Almosenamt gegründet und eine Armenordnung geschaffen, aber auch die Besoldung der Ratsmitglieder auf 500 Taler erhöht. Neben seinem Bürgermeisteramt wurde Romanus im Februar 1704 zum Vorsteher der Nikolaikirche gewählt. Im Mai 1704 erfolgte die mit 700 Talern jährlich dotierte Ernennung zum Geheimrat durch den Kurfürsten. Wenig später gab er das Bürgermeisteramt an seinen Nachfolger Johann Alexander Christ ab.
Romanus’ Sturz wurde durch den Bau seines Stadtpalais eingeleitet. Er vergrößerte das ererbte Grundstück an der Ecke Katharinenstraße/Brühl durch Zukäufe und investierte 150.000 Taler, eine Summe, die seine Vermögensverhältnisse weit überschritt, in das Bauvorhaben. Dies verleitete Romanus zu Unregelmäßigkeiten und Finanzmanipulationen.

### 1705 bis 1746
Im November 1704 und auf der Neujahrsmesse 1705 tauchten von Romanus gefälschte Ratsschuldscheine auf. Romanus erhielt zunächst Rückendeckung vom Kurfürsten, wurde jedoch am 16. Januar 1705 in seinem Haus (Romanushaus) verhaftet und in der Pleißenburg inhaftiert. Vier Tage später brachte man ihn nach Pirna auf den Sonnenstein. Bei einer Haussuchung wurden weitere gefälschte Schuldscheine, ein Nachschlüssel zum Bürgermeisterpult sowie ein Wachsabdruck des Großen Ratssiegels gefunden, dazu Geldbeträge aus den Kassen von Rat und Nikolaikirche. Anfang September 1706 brachte man Romanus auf die Festung Königstein. Die Untersuchung der Vorgänge zog sich bis 1710 hin. Romanus richtete ein Gnadengesuch an den Kurfürsten, das dieser ablehnte.
Forderungen verschiedener Gläubiger an die Familie Romanus’ führten zu einem Konkursverfahren, in das Friedrich August I. mehrfach zu Gunsten der Familie eingriff, da Romanus bei vielen seiner Manipulationen im Interesse des Kurfürsten gehandelt hatte. Im Jahre 1727 wurde das Konkursverfahren schließlich beendet und der Grundbesitz Romanus’ ging zum größten Teil in den Besitz seiner Frau Christiana Maria über, die auch das Haus erhielt.
Nach dem Tode Friedrich Augusts I. im Jahre 1733 richtete Romanus ein Gnadengesuch an den Grafen Heinrich von Brühl, das ebenfalls abgelehnt wurde. So blieb Romanus bis zu seinem Tode am 14. Mai 1746 ohne Urteil auf dem Königstein inhaftiert.

## Fazit
Die Ursachen für das unversöhnliche Verhalten Augusts des Starken und Brühls gegenüber dem ehemaligen Leipziger Bürgermeister bleiben rätselhaft und wurden bisher nicht nachgewiesen.
Vielleicht kann die angewandte Härte des sächsischen Kurfürsten mit dem Zusammenbruch der Leipziger Stadtfinanzen von 1626 begründet werden. Aufgrund von ausbleibenden Gewinnen aus dem Mansfelder Kupferbergbau verschuldete sich die Messestadt und erklärte sich deswegen als zahlungsunfähig. Kurfürst Johann Georg I. setzte daraufhin eine kurfürstliche Kommission ein, die bis 1688 die Finanzverwaltung der Stadt Leipzig kontrollierte. Da die Vertreter Leipzigs beträchtliches Ansehen in der Ständeversammlung besaßen, führte dies zur Verschlechterung der politischen Stellung der Städte in Kursachsen und zur politischen Stärkung des Adels.
August der Starke benötigte solide wirtschaftende Städte. Schon der Verdacht von Unregelmäßigkeiten wurde hart geahndet. Des Weiteren bestanden Anfang des 18. Jahrhunderts erhebliche Schwierigkeiten bei der Finanzierung des Staatshaushaltes, von Bauvorhaben und von Kriegen. Hier seien nur John Law oder Joseph Süß Oppenheimer erwähnt, die beide mit ihren Methoden zur Sanierung des Staatshaushaltes scheiterten. Ebenso sollte auch an Johann Friedrich Böttger erinnert werden, der für den ständig Geld fordernden Kurfürsten auf der Albrechtsburg in Meißen Gold herstellen sollte.

## Ehe und Nachkommen
Romanus hatte im August 1694 Christiana Maria Brummer geheiratet, mit der er acht Kinder hatte, von denen jedoch nur zwei das Erwachsenenalter erreichten.
Romanus’ Tochter Christiana Mariana von Ziegler (1695–1760) verwaltete den väterlichen Besitz und organisierte im Romanushaus einen poetisch-musikalischen Salon. Die „Zieglerin“ spielte selbst Klavier, Laute und Querflöte. Sie schrieb Kantaten, dichtete und freundete sich mit Johann Sebastian Bach und Johann Christoph Gottsched an. Im Jahr 1731 wurde sie das erste weibliche Mitglied der von Gottsched geleiteten „Deutschen Gesellschaft“, einer Sozietät zur Erforschung und Förderung der deutschen Literatur und Sprache. Die „Deutsche Gesellschaft“ ehrte Christiana Mariana von Ziegler zweimal mit dem Poesiepreis, die Universität Wittenberg verlieh ihr 1733 den Titel „Kaiserlich gekrönte Poetin“.